# Citation directe (film)
Cet article concerne le film. Pour la procédure pénale, voir Citation directe.
Pour plus de détails, voir Fiche technique et Distribution.
Citation directe, également connu sous le titre Procès express (Processo per direttissima), est un film judiciaire franco-italien réalisé par Lucio De Caro et sorti en 1974.
Le film est inspiré du procès de Giuseppe Pinelli pour l'attentat de l'Italicus Express.
Il a été sélectionné à la Quinzaine des réalisateurs au festival de Cannes 1974.

## Synopsis
À la suite d'un attentat terroriste contre un train, la police arrête au cours de l'enquête le jeune travailleur Stefano Baldini, militant d'un groupe de gauche. Ce dernier meurt ensuite rapidement au cours d'un interrogatoire de police dans des circonstances peu claires. Sa sœur soupçonne qu'il ne s'agit pas d'un accident et tente de découvrir la vérité avec la journaliste Cristina Visconti.
Comme rien ne ressort, Cristina tente un coup désespéré. Elle accuse sans preuve les trois officiers d'avoir provoqué la mort de Stefano par leurs coups. Elle réussit ainsi, comme c'était son intention, à provoquer un procès en diffamation. Grâce à son ami Finaldi, un avocat, elle parvient non seulement à échapper à la condamnation, mais elle également à reconstituer la vérité des faits.

## Fiche technique
Sauf indication contraire, les informations mentionnées dans cette section peuvent être confirmées par la base de données cinématographiques Unifrance,  présente dans la section « Liens externes ».
- Titre original italien : Processo per direttissima[1]
- Titre français : Citation directe[2] ou Procès express[3]
- Réalisateur : Lucio De Caro
- Scénario : Lina Agostini, Lucio De Caro, Maurizio Mengoni, Piero Poggio
- Photographie : Roberto Gerardi
- Montage : Olga Pedrini
- Musique : Stelvio Cipriani
- Décors : Andrea Crisanti
- Costumes : Franco Carretti
- Maquillage : Massimo Giustini
- Sociétés de production : Compagnia Cinematografica Prima, Paris Inter Productions (PIP)
- Pays de production :  Italie •  France
- Langue originale : italien
- Format : couleur par Eastmancolor - Son mono - 35 mm
- Durée : 90 minutes
- Genre : film de procès
- Dates de sortie :
  - France : mai 1974 (Festival de Cannes 1974)
  - Italie : 14 novembre 1974

## Distribution
- Mario Adorf : le procureur Benedikter
- Bernard Blier : le juge
- Gabriele Ferzetti : avocat Finaldi
- Ira von Fürstenberg : Cristina Visconti
- Adalberto Maria Merli : Brigadier Pendicò
- Eros Pagni : Commissaire Antonelli
- Michele Placido : Stefano Baldini
- Zouzou : Laura, la sœur de Stefano
- Omero Antonutti : Commissaire Messine
- Franco Angrisano : Docteur Chiarini
- Adolfo Lastretti : Commissaire Martino
- Luciano Bartoli : un journaliste
- Stefano Oppedisano : Delle Mole
- Guido Cerniglia : un magistrat
- Fabrizio Jovine : le procureur adjoint Maino
- Adriano Amidei Migliano : le directeur du journal
- Sergio Serafini : un garçon arrêté par la police